# Campagne des monts Finisterre
Seconde Guerre mondiale
Batailles
- Nadzab
- Kaiapit
- Dumpu
- Monticule John–Crête Trevor
- The Pimple
- Crête Shaggy
- Madang

- Rabaul
- 1re Salamaua-Lae
- Mer de Corail
- Piste Kokoda
- Baie de Milne
- Goodenough
- Buna-Gona-Sanananda
- Lilliput
- Merauke

- Wau
- Mer de Bismarck
- I-Go
- 2e Salamaua-Lae
- Chronicle
- Monts Finisterre
- Bougainville
- Bombardement de Wewak
- Péninsule de Huon
- Nouvelle-Bretagne
- Bombardement de Rabaul

- Neutralisation de Rabaul
- Îles de l'Amirauté
- Emirau
- Take Ichi
- Nouvelle-Guinée occidentale

La campagne des monts Finisterre, aussi connue sous le nom de la campagne de la vallée du Ramu et des monts Finisterre, désigne une série de combats ayant opposé de septembre 1943 à avril 1944 l'Australie à l'empire du Japon lors de la campagne de Nouvelle-Guinée durant la guerre du Pacifique. Plusieurs actions durant cette campagne sont regroupées collectivement sous la dénomination de bataille de Shaggy Ridge.
Après leurs succès lors de la campagne de Salamaua-Lae, les forces australiennes poursuivirent en septembre 1943 leurs offensives dans le Territoire de Nouvelle-Guinée avec pour objectif de reprendre et de sécuriser la péninsule de Huon. 
La 7e division d'infanterie fut à cet effet chargée de mener les opérations vers l'ouest de Lae, puis de remonter vers le nord-ouest en s’enfonçant par les terres vers les monts Finisterre pour rejoindre Madang. La campagne des monts Finisterre s'est déroulée en parallèle à la campagne de la péninsule de Huon, qui a commencé au même moment, et où il incomba à la 9e division d'infanterie de son côté d'avancer vers l'est de Lae puis de remonter le long des lignes côtières de la péninsule.

## La campagne
La 7e division d'infanterie entama sa marche le long de la vallée du fleuve Ramu ne rencontrant que peu d'opposition sur sa route hormis autour du village Kaiapit situé à environ 100 kilomètres au nord-est de Lae où, du 19 au 20 septembre 1943, près de 200 commandos australiens et 500 soldats nippons s'affrontèrent et où, ces derniers, finalement défaits, abandonnèrent leurs positions et se retirèrent dans la jungle. 14 Australiens et au moins 214 Japonais perdirent la vie à l'occasion de cette bataille.
Poursuivant sa route le long de la vallée, la division finit par arriver aux pieds des monts Finisterre début octobre 1943, et s'attela à la sécurisation des pistes de décollage et aérodromes récemment conquis ou construits dans ces territoires nouvellement en sa possession.
Les Japonais, retranchés le long des monts Finisterre et plus particulièrement près de Shaggy Ridge, une crête  d'environ 6 kilomètres de large et qui culmine à 1 497 mètres à son plus haut, y ont établi un efficace système défensif. Cette crête qui domine cette région de plaines représentait un réel moyen pour eux de bloquer les Australiens qui cherchaient à continuer leurs avancées vers le nord, mais qui leur offrait également un bon moyen de se regrouper pour éventuellement lancer des contre-attaques destinées à reprendre les territoires qu'ils avaient perdus dans la vallée les semaines et jours précédents.
Il importait donc aux Australiens de rapidement neutraliser ces positions, de prendre le contrôle de la zone et des collines entourant Shaggy Ridge, puis de prendre la crête elle-même. Les collines environnantes furent lentement sécurisées par l'armée australienne qui repoussa plusieurs contre-attaques nippones au cours du mois d'octobre et de novembre 1943. Les combats pour prendre Shaggy Ridge en elle-même débutèrent quant à eux en décembre 1943 et la crête fut finalement déclarée sécurisée le 24 janvier 1944.
La division continua son avance vers le nord-ouest avant d'arriver sur la côte et de prendre le contrôle de Madang, sans combat le 24 avril 1944, où elle fut par la suite rejointe par la 9e division d'infanterie arrivant de l'est. La péninsule de Huon fut alors déclarée sécurisée.